# Los Cárcamo
Los Cárcamo es una serie de televisión chilena de comedia, transmitida originalmente por Canal 13 entre el 14 de julio de 1998 y el 28 de septiembre de 1999. Fue un spin off de la telenovela Playa salvaje, realizada en 1997 por el mismo canal.

## Argumento
La comedia trata sobre el mecánico Juan Carlos Cárcamo (Gonzalo Robles) quien tiene un taller mecánico en su casa, donde vive junto a su familia, conformada por su esposa Quena Negrete (María Izquierdo) y sus hijos Alejandro "Jano" Cárcamo (Freddy Araya) y Paola Cárcamo (Valentina Pollarolo). Paola está enamorada de Sebastián (Marko Fabjanovic), su entrenador personal, quien por consiguiente es su novio, este último vive con su mejor amigo Polo (Jaime Mondría).
Juan Carlos es un poco mandón con su empleado, el mecánico Peyo (Rodolfo Bravo). Tienen una vecina llamada Gladys (Patricia Iribarra), quien está enamorada de Peyo; ella vive con su hija Marjorie (Nicole Gubin), la mejor amiga de Paola y a la vez, la novia de Polo, el mejor amigo de Sebastián.
Quena trabaja en una peluquería del barrio, la cual pertenece a Marilyn (Gabriela Hernández) una mujer clasista y con avaricia, y que se molesta cuando se entera de que su empleada queda embarazada, por los problemas que según ella, eso acarrea.

## Reparto

### Principales
- Gonzalo Robles como Juan Carlos «Juanca» Cárcamo Vilches
- María Izquierdo como María Eugenia «Quena» Negrete Tapia
- Valentina Pollarolo Paola Cárcamo Negrete
- Freddy Araya como Alejandro «Jano» Cárcamo Negrete
- Gabriela Hernández como María Rita Lineros «Marilyn»
- Rodolfo Bravo como Pedro «Peyo» Sotoconil
- Patricia Irribarra como Gladys Delgado
- Nicole Gubin como Marjorie Toro Delgado
- Marko Fabjanovic como Sebastián Aguirre
- Jaime Mondría como Leopoldo «Polo» Ventura
- Paloma Gimeno como Dafne
- Francisca Sepúlveda como <<Wawa>>número#1

### Participaciones especiales
- Vanessa Miller
- Tatiana Molina
- Marcela Osorio
- Aldo Parodi
- Osvaldo Silva
- Rebeca Ghigliotto
- Rodrigo Rochet
- Edgardo Bruna
- Vasco Moulian
- Nelson Villagra
- Silvia Novak
- César Arredondo
- Gabriel Prieto
- Patricia Guzmán
- Andrés Gómez
- Josefina Velasco
- Teresa Münchmeyer

## Retransmisiones
A pesar de no ser una producción de Televisión Nacional de Chile, en 2003 fue transmitida por su señal internacional TV Chile. Canal 13 la retransmitió entre el verano de 2004 y luego el segundo semestre de 2005 y principios de 2006. Más tarde, UCV Televisión la transmitió entre marzo y agosto de 2007 y por el canal de cable Rec TV en 2018.[cita requerida]